# دختران فقط می‌خواهند خوش بگذرانند
«دختران فقط می‌خواهند خوش بگذرانند» (انگلیسی: Girls Just Want to Have Fun) تک‌آهنگی است که در سال ۱۹۸۳ توسط خواننده و ترانه‌سرای آمریکایی، سیندی لاپر مشهور شد.